# Kuchanur
Kuchanur es una ciudad y nagar Panchayat situada en el distrito de Theni en el estado de Tamil Nadu (India). Su población es de 7024 habitantes (2011).

## Demografía
Según el censo de 2011 la población de Kuchanur era de 7024 habitantes, de los cuales 3434 eran hombres y 2590 eran mujeres. Kuchanur tiene una tasa media de alfabetización del 74,96%, inferior a la media estatal del 80,09%: la alfabetización masculina es del 84,21%, y la alfabetización femenina del 66,13%.